# چد
چَد (به انگلیسی: Chad)، یک اصطلاح عامیانه اینترنتی، عموماً یک «نر آلفای» از نظر جنسی فعال است. این اصطلاح در سراسر اینترنت و به‌طور کلی در بین نوجوانان به یک اصطلاح عامیانه تبدیل شده‌است که به مردان جذاب یا با اعتماد به نفس اشاره می‌کند.

## منوسفیر
این اصطلاح در تالارهای گفتگوی اینسل‌ها برای اشاره به " مردان آلفا " از نظر جنسی فعال استفاده می‌شود. در منوسفیر، چدها از نظر سازواری ژنتیکی ، در دهک بالا دانسته می‌شوند. در نقاشی‌های انیمیشن آنلاین در منوسفر، یک چد بیشتر با نام خانوادگی تاندرکاک خوانده می‌شود و اغلب به صورت عضلانی با برجستگی فاق بسیار مشخص تصویر می‌شود. یکی از این تصاویر، در میم اینترنتی باکره در برابر چد در اواخر سال ۲۰۱۰، سر چد را به همان شکل مرزهای کشوری به همین نام (چاد) نشان می‌دهد. به‌طور کلی، این تصویر یادآور کلیشه‌های مد آمریکایی در دهه ۱۹۸۰ است و تا حدودی با کلیشه‌های جاک jock همراه می‌شود. بعضی اوقات چدها به عنوان نقطه مقابل مردان «امگا» یا «بتا» و از نظر زیبایی‌شناسی جذاب به تصویر کشیده می‌شوند. اصطلاح چد بعضاً به جای slayer استفاده می‌شود. با توجه به انتساب استعداد و امتیاز ژنتیکی به آنها - هرچند گاهی اوقات کم عمق، با سر به هوا، متکبر و آشکارا جنسی نشان داده می‌شود - اصطلاح چد در فوروم‌های اینسل هم برای تحسین و هم برای تحقیر مورد استفاده قرار می‌گیرد.
همتای مؤنث چد، به زبان عامیانه، استیسی، یا در اصل، تریکسی Trixie است.